# Ervum
 (juillet 2025).
Genre
Classification phylogénétique
Ervum (Ers) est un genre de plantes à fleurs de la famille des Fabacées. Il est apparenté au genre Vicia.

## Liste d'espèces
- Ervum gracile DC., 1813
- Ervum pubescens DC., 1813
- Ervum tetraspermum L., 1753